# BMW 117
BMW 117は1930年代にBMWによって開発されたレシプロ式航空機用エンジンである。開発作業は1937年に中止した。当初はBMW XVとして知られた。

## 仕様 (BMW 117)
諸元
- タイプ： V型12気筒
- シリンダー直径： 155.6 mm (6.13 in)
- ストローク： 158 mm (6.22 in)
- 体積： 36 l (2,196.85 cu in)
- 全長： 1,809 mm (71.22 in)
- 全幅： 740 mm (29.1 in)
- 全高： 985 mm (38.8 in)
- 重量： 525 kg (1,157 lb)

機構
- スーパーチャージャー： 遠心式過給機
- 燃料システム： 燃料噴射式
- 冷却システム： 液冷式

性能
- 出力： 905 hp (675 kW) 2320 rpmで回転時
- 圧縮比： 6.5:1

## 文献
- Pierer, Christian; Jakobs, Fred; Kröschel, Robert (2009) (German). BMW aero engines milestones in aviation from the beginnings to the present. Königswinter: Heel. ISBN 978-3-86852-214-3